# Paracheirodon axelrodi

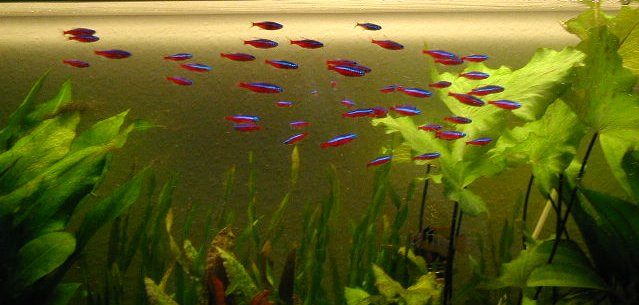
Gruppo di P. axelrodi in acquario

Il neon cardinale (Paracheirodon axelrodi (Schultz, 1956))  è un pesce d'acqua dolce appartenente alla famiglia Characidae.

## Distribuzione e habitat
Proviene dagli affluenti di Rio negro e Orinoco. È comune nei torrenti presso Porto Velho (locus typicus) e si trova soprattutto nei corsi d'acqua che scorrono nelle foreste. È stato introdotto in Suriname.

## Descrizione
Il corpo è sottile e allungato, gli occhi grandi. Il dorso è grigio pallido, con una linea orizzontale ampia azzurro elettrico, talvolta con sfumature verdi, che dall'occhio arriva fino alla pinna caudale. Gola e ventre sono rosso rubino, le pinne trasparenti. Il dimorfismo sessuale non è molto evidente, ma il più delle volte le femmine esibiscono un corpo più grosso rispetto al maschio. Raggiunge una lunghezza massima di 2,5 cm.
Simile a Paracheirodon innesi, dal quale si distingue per il ventre completamente rosso.

## Biologia

### Comportamento
È una specie che forma gruppi anche molto ampi.

### Alimentazione
La sua dieta è composta da vermi, copepodi e larve di insetti (Chironomidae).

### Riproduzione
È oviparo e la fecondazione è esterna. Non ci sono cure verso le uova.

## Acquariofilia
È allevato comunemente negli acquari a partire dal 1970, anche se quasi tutti gli esemplari in commercio provengono dalla cattura in natura perché non si riproduce frequentemente in cattività.